# Ser (España)
Ser (llamada oficialmente San Pedro de Ser) es una parroquia y un lugar español del municipio de Santa Comba, en la provincia de La Coruña, Galicia.

## Entidades de población
Entidades de población que forman parte de la parroquia:
- Abuín
- A Cruz de Santos
- Salgueiroas
- Ser

## Demografía

### Parroquia
| Gráfica de evolución demográfica de Ser (parroquia) entre 2000 y 2019 |
|                                                                       |
| Datos según el nomenclátor publicado por el INE.                      |

### Lugar
| Gráfica de evolución demográfica de Ser (lugar) entre 2000 y 2019 |
|                                                                   |
| Datos según el nomenclátor publicado por el INE.                  |